# 杨玉学
杨玉学（1951年7月—），男，汉族，黑龙江海伦人，中华人民共和国政治人物，曾任贵州省政协副主席，国家人口和计划生育委员会党组成员、中国计划生育协会党组书记，第十届全国人大代表，第十二届全国政协委员。